# Tiazolidina
Tiazolidina é um composto orgânico heterocíclico com a fórmula (CH2)3(NH)S.É um anel de cinco membros saturado com um grupo tioéter e um grupo amina nas posições 1 e 3. É um análogo da oxazolidina. A tiazolidina apresenta-se como um líquido incolor.
Derivados, tiazolidinas, são conhecidos. Por exemplo, a droga pioglitazona contém um anel tiazolidina. Outra droga que contém um anel tiazolidina é o antibiótico penicilina.

## Preparação
Tiazolidina é preparada como foi em sua primeira síntese relatada, pela condensação de cisteamina e formaldeído. Outras tiazolidinas podem ser sintetizadas por condensações similares. Um derivado de destaque é a 4-carboxitiazolidina, derivado do formaldeído e cisteína.

## Derivados
N-Metil-2-tiazolidinetiona é um acelerador para a vulcanização de borrachas de cloropreno.
Tiazolidinas funcionalizadas com carbonilos nas posições 2 e 4, as tiazolidinedionas, são drogas usadas no tratamento de diabetes mellitus tipo 2. Rodanina é uma espécie bioativa relacionada, apresentando um carbonilo e um tiocarbonilo.